# Pazifische Kirchenkonferenz

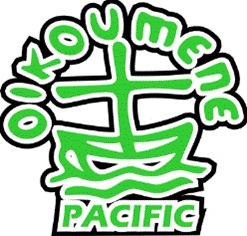
Logo der Pazifischen Kirchenkonferenz

Die Pazifische Kirchenkonferenz (Pacific Conference of Churches, PCC) ist der Dachverband der Kirchen im pazifischen Raum und damit die zentrale regionale ökumenische Organisation Ozeaniens.
Die Kirchenkonferenz vertritt ihre Mitgliedskirchen auf allen Ebenen. Die PCC strebt nach der sichtbaren Einheit der christlichen Kirchen bei Themen wie Gerechtigkeit, Frieden und Bewahrung der Schöpfung. Die Organisation engagiert sich weiterhin für Initiativen zur Aus- und Fortbildung, und Solidarität mit ihren Mitgliedern in Zeiten von Naturkatastrophen und sozialer Umwälzungen.
Ein erstes ökumenisches Treffen im Pazifik fand 1961 in Malua (Upolu), der theologischen Hochschule in Westsamoa statt, das 1966 die Gründung des PCC auf Lifou (Loyalitätsinseln) in Neukaledonien zur Folge hatte. Weitere Generalversammlungen folgten 1971 in Davuilevu in der Stadt Nausori in Fidschi, 1976 in Port Moresby in Papua-Neuguinea, 1981 in Nukuʻalofa in Tonga, 1986 in Westsamoa, 1991 in Vanuatu, 1997 auf Tahiti in Französisch-Polynesien, 2002 auf Rarotonga in den Cookinseln, 2007 in Pago Pago in Amerikanisch-Samoa. Die letzte, die 10. General Assembly of the Pacific Conference of Churches, fand 2013 in Honiara auf den Salomonen statt.

## Mitglieder
Die Organisation hat 27 Kirchen und elf Nationale Kirchenräte als Mitglieder. Sie verteilen sich auf 17 Inselstaaten und Territorien. Die Hauptverwaltung der PCC, das Sekretariat, hat ihren Sitz in Suva (Fidschi).
Organisationen mit ihren Mitgliedern
- Papua New Guinea Council of Churches (PNGCC)
- National Council of Churches in American Samoa (NCCAS)
- Samoa Council of Churches (SCC)
- Niue National Council of Churches (NNCC)
- Kiribati National Council of Churches (KNCC)
- Fiji Council of Churches (FCC)

Sonstige Mitglieder
- Congregational Christian Church of Tuvalu
- Congregational Christian Church in American Samoa
- United Church in the Solomon Islands
- Kiribati Uniting Church
- Church of the Province of Melanesia
- Evangelical Church in New Caledonia and the Loyalty Isles
- Methodist Church of Samoa
- Evangelical Lutheran Church of Papua New Guinea
- Congregational Christian Church in Samoa
- United Church of Christ - Congregational in the Marshall Islands
- Congregational Christian Church of Niue
- Presbyterian Church of Aotearoa New Zealand
- Methodist Church in Fiji and Rotuma
- United Church in Papua New Guinea
- Cook Islands Christian Church
- Free Wesleyan Church of Tonga (Methodist Church in Tonga)
- Presbyterian Church of Vanuatu
- Maohi Protestant Church

## Programme
Bei ihrem Treffen 2007 in Pago Pago (Amerikanisch-Samoa) beschloss die neunte Vollversammlung (General Assembly) der Pazifischen Kirchenkonferenz sechs Hauptprogramme (strategische thematische Programme, STPs) für die Arbeit der Organisation:
1. Ökumene im Pazifik
2. Menschenrechte
3. Verantwortungsbewusste Regierungsführung und Führungsstil
4. Umwelt und Klimawandel
5. HIV/Aids
6. Globalisierung und Handel

Hinzu kommen zwei sektorale Programme, die auf bestimmte Zielgruppen ausgerichtet sind. Die strategischen sektoralen Programme (SSPs) nehmen Frauen (SSP1) und Jugend (SSP2) in den Fokus.

## Vision
PCC ist “eine Gemeinschaft von Kirchen und kirchlichen Organisationen […], die zusammen nach der Erfüllung ihrer gemeinsame Berufung des Einen Gottes – Vater, Sohn und Heiliger Geist – strebt” (Verfassung der PCC, Teil 4).

Im Wesentlichen strebt PCC die Vision einer pazifischen Region an, die von Werten wie Einheit, Gerechtigkeit, Frieden, Dialog und Führungsstil nach dem Herzen und Verstand Jesu geprägt ist, sowie einer Spiritualität, die für die Existenz der Pazifischen Kirchenkonferenz und der Arbeit, die sie tut, Fundament und Substanz darstellt.

## Mission
Die Ziele der Pazifischen Kirchenkonferenz sind in ihrer Verfassung (Teil 5) festgelegt:
1. Die Ökumenische Bewegung unter den pazifischen Mitgliedskirchen anregen und fördern.
2. Die Mitgliedskirchen dazu anregen und dabei unterstützen, sich auf dem Weg zur sichtbaren Einheit der einen, ungeteilten Kirche vom Heiligen Geist anleiten zu lassen.
3. Den Mitgliedern zu helfen, ihre Missionsarbeit zu evaluieren; ihnen bei der Koordination, Organisation und Planung zu helfen, so dass ihre personellen, finanziellen und materiellen Ressourcen – wo immer möglich – im gemeinsamen Handeln für die Mission effektiver eingesetzt werden können.
4. Die Mitglieder dazu anregen und dabei fördern, das Bewusstsein der Menschen im Pazifik und der Welt für Gerechtigkeit, Frieden, Bewahrung der Schöpfung und Entwicklung zu stärken.
5. Konferenzen zu Themen, die die Beziehung der Kirchen untereinander betreffen, und anderen gemeinsamen Anliegen unter den Mitgliedern organisieren.
6. Die aktive Teilnahme der Mitglieder an der weltweiten ökumenischen Bewegung anzuregen und unterstützen.
7. Einen Träger darstellen, durch den die Kirchen im Pazifik sich gegenseitig sowie Kirchen und anderen Organisation auf der ganzen Welt in Zeiten von Naturkatastrophen und anderen Notsituationen helfen können; und die Hilfe der Kirchen aus anderen Teilen der Welt in Zeiten von Notsituationen sicherstellen.
8. Programme und die Verbreitung von Informationen für Verkündigung und die Verbreitung von Gottes Wort unterstützen und fördern.
9. Für die Mitglieder gemeinsame Aktionen und Programme ins Leben rufen, die von der Vollversammlung von Zeit zu Zeit festgesetzt werden.
10. Interreligiösen Dialog anregen und fördern.